# Uftjuga (Nördliche Dwina)
Die Uftjuga (russisch Уфтюга) ist ein 236 Kilometer langer rechter Nebenfluss der Nördlichen Dwina im Norden des europäischen Teils Russlands. Sie ist nicht zu verwechseln mit mehreren gleichnamigen Flüssen in dieser Region.

## Verlauf
Der Uftjuga entspringt im Südosten der Oblast Archangelsk – die sie auf ihrer gesamten Länge durchfließt – unweit der Grenze zur Republik Komi, 60 km westlich des Dorfes Jarensk in etwa 180 m Höhe. Sie fließt durch stellenweise sumpfiges Taigagebiet, vorwiegend in südwestlicher Richtung, parallel zum größten Dwina-Nebenfluss Wytschegda und besonders im Unterlauf stark mäandrierend. Sie mündet schließlich unweit des Dorfes Krasnoborsk in 36 m Höhe in den Peschtschanski Poloi, einen rechten Arm der Nördlichen Dwina.
Die wichtigsten Nebenflüsse der Uftjuga sind Motma und Topsa von links sowie die Lachoma von rechts.

## Hydrographie
Das Einzugsgebiet der Uftjuga umfasst 6300 km². In Mündungsnähe erreicht der Fluss eine Breite von über 50 Meter bei einer Tiefe von über einem Meter; die Fließgeschwindigkeit beträgt hier 0,6 m/s.
Die Uftjuga gefriert zwischen der zweiten Oktoberhälfte bis November und Ende April bis erster Maihälfte. Die Wasserführung bei Jaruchino, 55 Kilometer oberhalb der Mündung (und oberhalb der Einmündung von Topsa und Lachoma), beträgt im Jahresdurchschnitt 35,3 m³/s bei einem Minimum von 6,7 m³/s im Februar und einem Maximum von 186 m³/s im Mai.

## Infrastruktur und Wirtschaft
Die Uftjuga ist ab dem Dorf Kulikowo auf 72 km für kleinere Fahrzeuge schiffbar und wird für die Holzflößerei genutzt.
Das von der Uftjuga durchflossene Gebiet ist insgesamt dünn besiedelt, Städte gibt es nicht. Nur am Unterlauf befindet sich eine Reihe kleiner Dörfer, die zu den Ländlichen Siedlungen Komarowo, Kulikowo, Werchnjaja Uftjuga und Berjosowonawolok gehören. Nur in diesem Bereich gibt es Straßen, die nur teilweise befestigt sind.
Im Einzugsbereich des Flusses spielt die Forstwirtschaft eine bedeutende Rolle. Zu deren Zwecken – der Holzabfuhr zu den Flüssen und der Anbindung von ansonsten auf dem Landwege nicht oder nicht ganzjährig erreichbarer Ortschaften – wurden hier mehrere Schmalspurbahnen errichtet, beispielsweise ausgehend von Kulikowo (eröffnet 1954, Länge über 50 km, 2005 in Betrieb) oder von der Siedlung Slobodskoi (früher Kwascha) über den Nebenfluss und das gleichnamige Dorf Motma bis nach Charitonowo an der Wytschegda (erbaut ausgehend von Charitonowo in Richtung des Flüsschens Njuba ab 1931, ab Slobodskoi 1968; Verbindung der beiden Netze 1975; Länge der „Hauptstrecke“ 72 km, dazu viele Abzweigungen; 2006 in Betrieb).